# Władimir Goraczek
Władimir Jaromirowicz Goraczek, ros. Владимир Яромирович Горачек (ur. 26 września 1916 w Kiemie, zm. 17 lipca 1981 we Frankfurcie nad Menem) – rosyjski działacz emigracyjny.
Jego ojciec był Czechem, pracującym na budowie murmańskiej linii kolejowej. W 1919 r., po jego śmierci, rodzina powróciła do Czechosłowacji. Władimir J. Goraczek ukończył gimnazjum rosyjskie w Pradze, po czym otrzymał dyplom inżyniera. Zaangażował się w emigracyjnym ruchu młodzieży rosyjskiej. Stanął na czele czechosłowackiego oddziału Narodowej Organizacji Witazie i kierownikiem obozów letnich. Następnie przeniósł się do Francji, gdzie w 1934 r. wstąpił do Narodowo-Ludowego Związku Nowego Pokolenia (NTSNP). W II poł. lat 30. ukończył w Paryżu Wyższe Wojskowe Kursy Naukowe. W 1944 r. został aresztowany przez Gestapo, po czym uwięziono go. Na pocz. 1945 r., po wyjściu na wolność, przybył do Niemiec, gdzie po zakończeniu wojny osiadł w obozie dla uchodźców w rejonie Kassel. Kontynuował działalność w NTS. Od 1947 r. był wydawcą czasopisma „Posiew”, wchodząc w skład kierownictwa wydawnictwa „Posiew”. W 1954 r. wszedł w skład Rady NTS. W latach 60. uczestniczył w międzynarodowych konferencjach „Posiewu”. Od 1974 r. pełnił funkcję starosty cerkwi św. Mikołaja we Frankfurcie nad Menem.
Ojciec Alexandra, w zakonie Agapita – biskupa Rosyjskiego Kościoła Prawosławnego poza granicami Rosji.